# Quinta de São Diogo

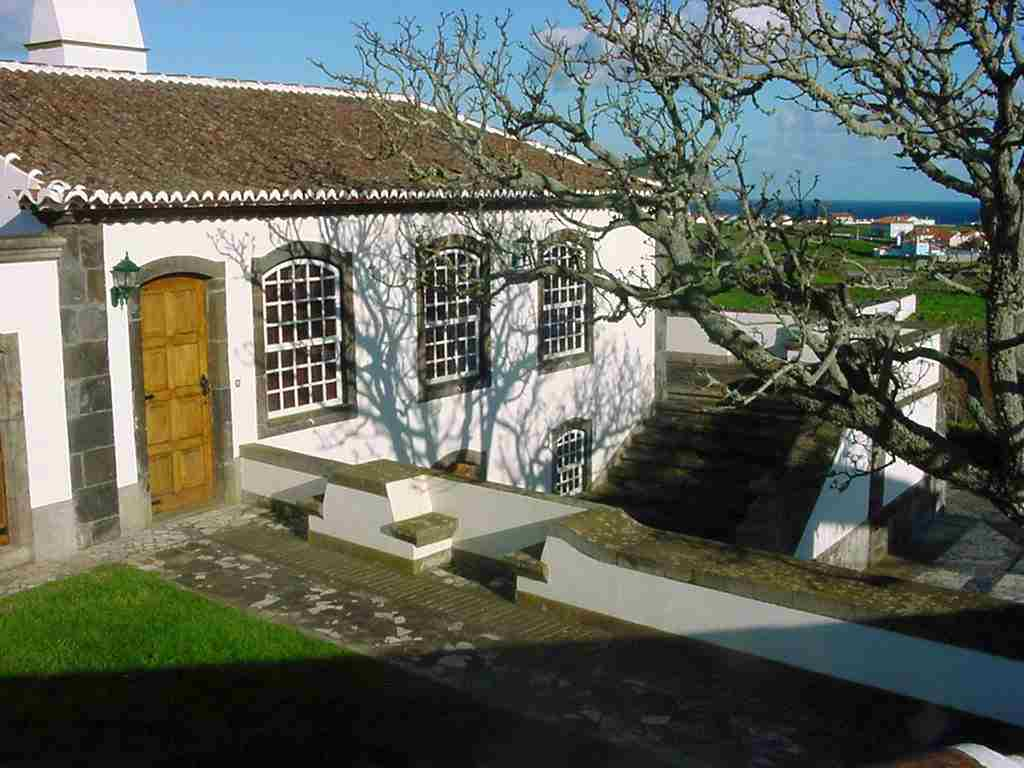
Quinta de São Diogo, fachada poente.

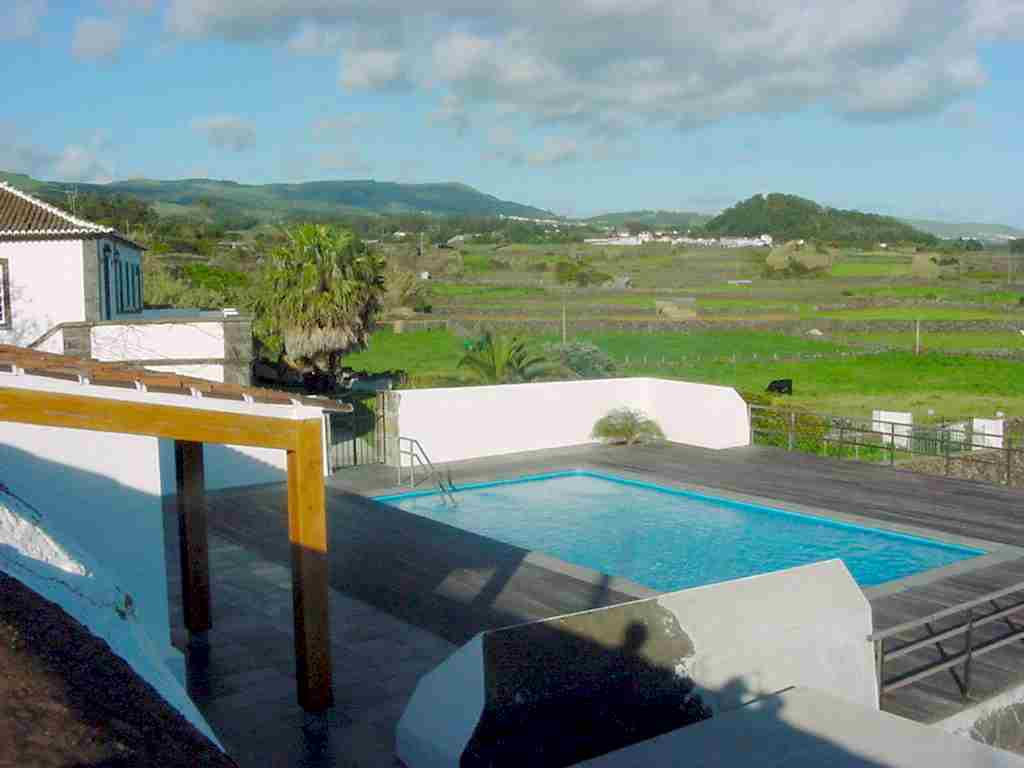
Paisagem envolvente.

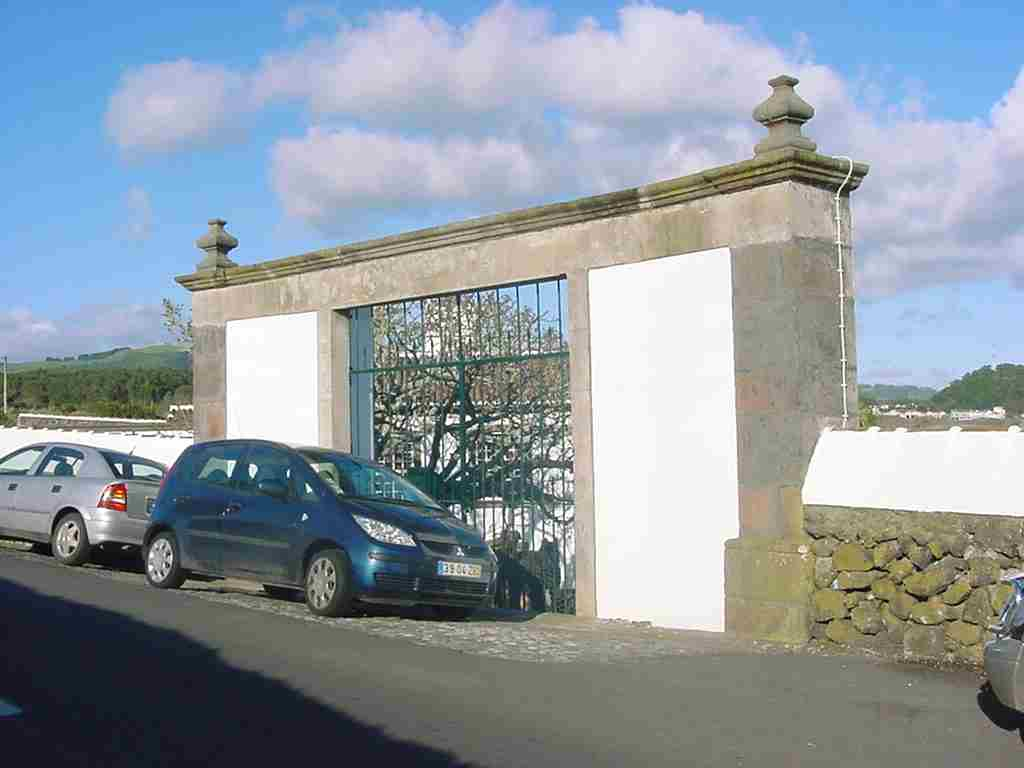
Portão.

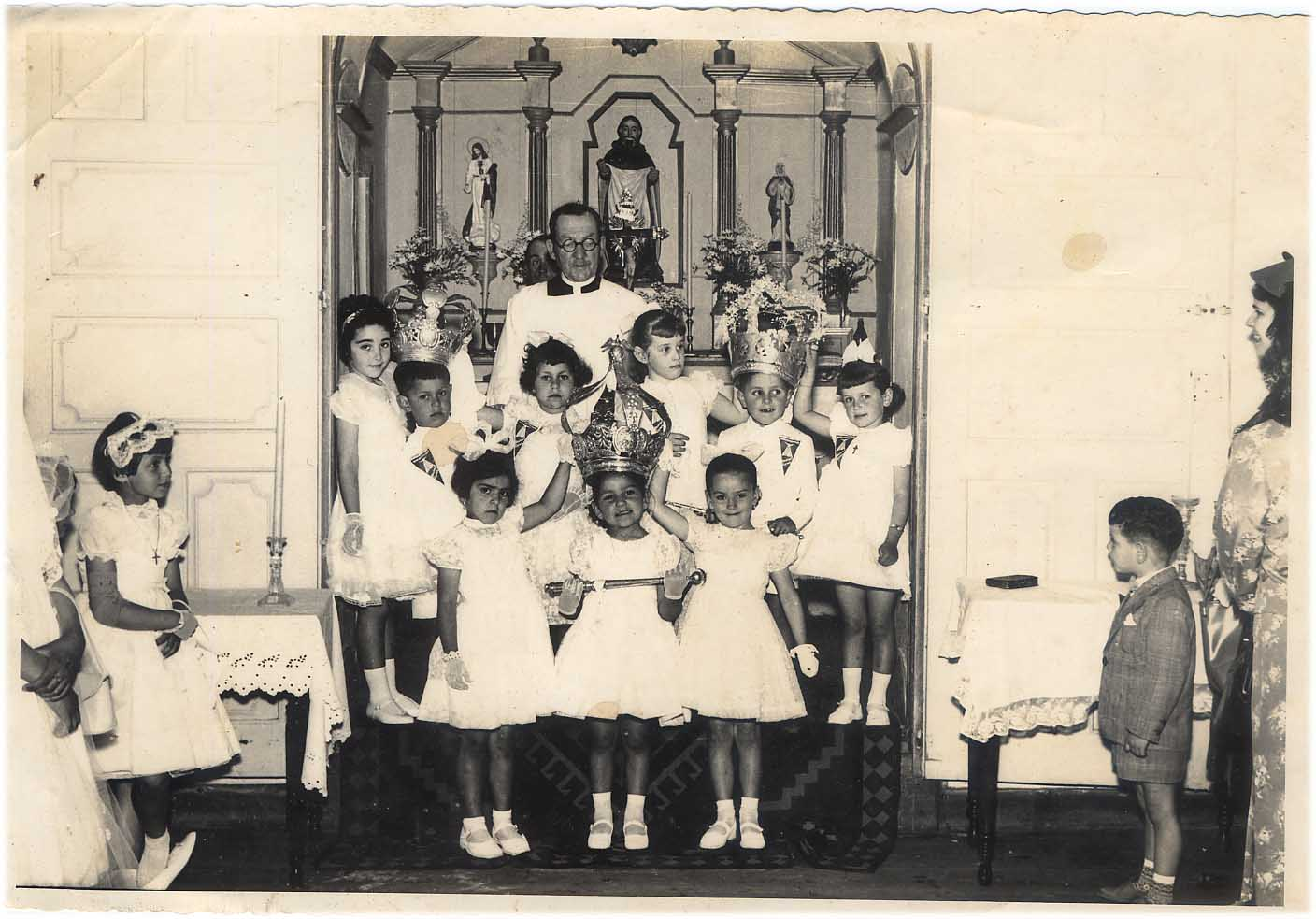
Coroação na Capela da Quinta de São Diogo, princípios do Século XX

A Quinta de São Diogo é composta por uma propriedade agrícola e por um solar que foi pertença da família Belerique. Localiza-se esta quinta na ilha açoriana da Terceira, concelho de Angra do Heroísmo, freguesia de São Mateus da Calheta à Canada da Cruz Dourada.
Foi esta propriedade durante séculos residência da família Belerique, e utilizada predominantemente para fins agrícolas uma vez que sempre foi rodeada por uma vasta extensão de terrenos com óptima aptidão para a agricultura.
A quinta foi vendida depois do terramoto ocorrido em 1 de Janeiro de 1980 que muitos estragos causou ao solar aqui implantado.
Encontra-se próxima à Zona Balnear do Negrito, da Pousada da Juventude da Ilha Terceira e do Forte do Negrito.
O solar que se apresenta com apreciáveis dimensões tem um pátio voltado a Sul e a Nascente com jardim e uma capela dedicada a invocação de São Diogo que data da fundação do solar.
Destaca-se este edifício pelo seu aspecto senhorial e pela sua fachada de excelente cantaria e pela implantação da edificação no terreno, e pela sua implantação na paisagem circundante.